# Cravatta di cuoio

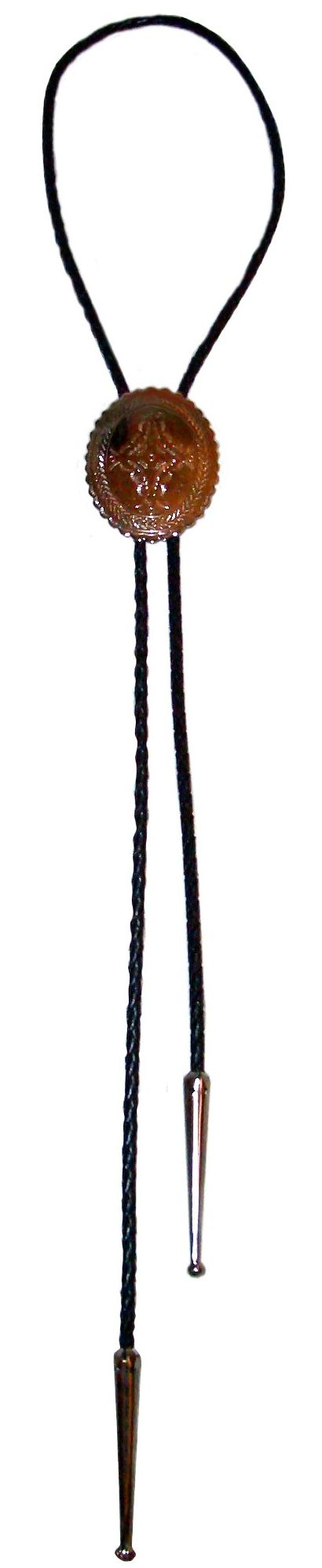
Cravatta di cuoio

Una cravatta di cuoio (in inglese bolo tie o bola tie) è un tipo di cravatta che consiste in un pezzo di cuoio intrecciato con due puntali di metallo decorativi (od ornamenti a lustrini) e fermato con una placchetta o un fermaglio ornamentale.

## Storia
Tra le ipotesi sulle origini, si ritiene che la cravatta di cuoio sia una creazione di pionieri nordamericani, risalente agli anni tra il 1866 ed il 1886. Sull'insegna di una stazione commerciale di un pueblo Zuñi, nel Nuovo Messico, è raffigurata una cravatta di cuoio, che si dice risalga a quel periodo.
L'artigiano Victor Cedarstaff di Wickenburg nell'Arizona dichiara di aver inventato la cravatta di cuoio alla fine degli anni quaranta, come da brevetto. Secondo un articolo nella rivista Sunset, pubblicato nel 2002:
Come altre mode degli anni '50, le cravatte di cuoio ebbero nuova fortuna negli anni ottanta presso i Rockabilly. La cravatta di cuoio è stata dichiarata cravatta ufficiale dell'Arizona nel 1971. Il Nuovo Messico approvò un documento non cogente che dichiarava come cravatta ufficiale dello stato quella di cuoio nel 1987. Il 13 marzo 2007 il governatore del Nuovo Messico Bill Richardson firmò la legge che la rendeva ufficiale.

## Utilizzo
Negli Stati Uniti le cravatte di cuoio sono largamente associate all'abbigliamento western e sono generalmente più comuni nella parte sudoccidentale del paese. Fermagli e puntali d'argento per le cravatte di cuoio sono prodotti tipici dell'artigianato di Hopi, Navajo e Zuñi dalla metà del XX secolo.
Nel Regno Unito le cravatte di cuoio sono chiamate bootlace ties. Erano popolari presso i Teddy Boy degli anni cinquanta, che le portavano con completi eleganti.